# Drame juridique

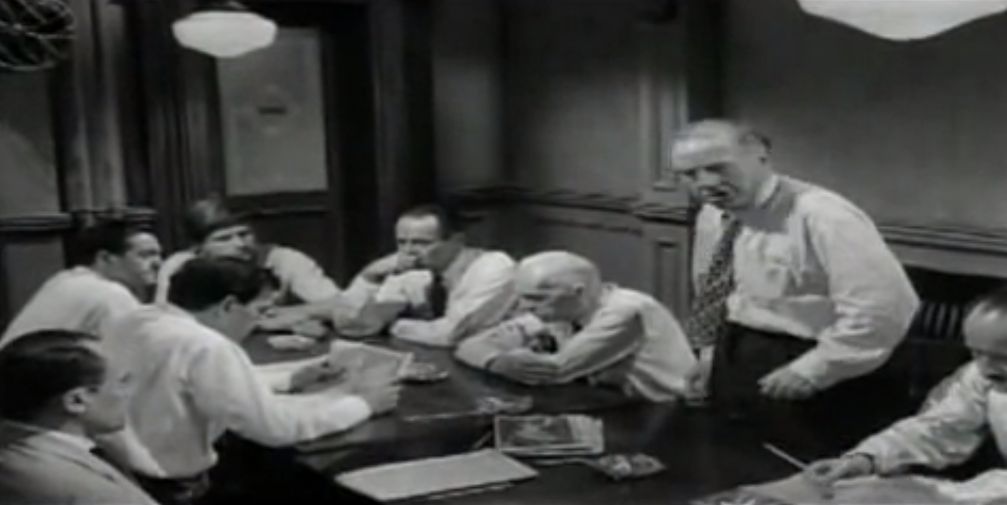
Scène du film primé de 1957 Douze Hommes en colère, illustrant les délibérations d'un jury d'une affaire de meurtre.

Un drame juridique est un genre cinématographique et télévisuel qui se concentre généralement sur les narrations sur la pratique juridique et le système judiciaire. L'American Film Institute (AFI) définit le « drame juridique » comme un genre de film dans lequel un système de justice joue un rôle critique dans le narratif du film. Les drames juridiques ont également suivi la vie des avocats fictifs, des accusés, des plaignants ou d'autres personnes liées à l'exercice de la loi dans le programme ou film de télévision. Le drame juridique est différent du drame du crime policier ou de la fiction policière, qui se concentre généralement sur des officiers de police ou des inspecteurs qui enquêtent et règlent des infractions. Le point central des drames juridiques, le plus souvent, sont les événements qui se produisent dans une salle d'audience, mais peuvent inclure n'importe quel stade de la procédure légale, comme les délibérations des jurés ou le travail effectué dans les entreprises de droit. Certains drames juridiques mettent en scène des cas réels qui ont été contestés, comme la pièce de théâtre Inherit the Wind, plusieurs fois adaptée au cinéma, qui a mis en scène le procès du singe. En tant que genre, le terme « drame juridique » s'applique généralement aux émissions et aux films de télévision, tandis que les polars juridiques se réfèrent généralement aux romans et aux pièces de théâtre.

## Thèmes
Les drames juridiques décrivent généralement des dilemmes moraux qui se produisent avec la pratique du droit ou en participant au système de justice, dont beaucoup reflètent des problèmes de la vie réelle. Selon l'American Bar Association Journal, le public apprécie les drames juridiques parce que « les histoires du système juridique sont parsemées de vulnérabilité humaine ». En fait, bien que « il n'y a pas de poursuites en voiture [et]... les armes ne sont jamais brandies », les drames juridiques maintiennent de forts suivis en raison de leur présentation d'intrigue morale dans un scénario qui reflète vraiment ce qui se passe dans le monde.
Les drames juridiques peuvent présenter des histoires d'erreurs judiciaires, comme les personnes condamnées injustement pour un crime qu'elles n'ont pas commis. Parfois, les histoires peuvent impliquer les implications morales de la mauvaise conduite policière, comme le placement ou la manipulation de preuves, comme dans le film Au nom du Père (1993). Plus souvent, les drames juridiques se concentrent sur le point de vue des avocats lorsqu'ils sont confrontés à ces difficultés. Par exemple, dans The Practice : Donnell et Associés, une série de drame juridique télévisée qui tourne autour d'une firme d'avocats de la défense pénale, un sujet commun présenté est la difficulté de défendre des clients connus ou jugés coupables.
Enfin, de nombreux drames juridiques présentent des sujets qui reflètent des questions politisées. Dans le film Procès de singe (1960), la question politisée représentée était la légalité d'un statut du Tennessee qui rendait illégal d'enseigner la théorie de l'évolution dans une école publique. Les lois et les opinions publiques évoluent, tout comme les thèmes abordés dans les fictions juridiques. Le film Des hommes d'honneur (1992) a exploré la psychologie des commandes supérieures, e.g. en excusant les poursuites pénales parce qu'elles n'ont été commises qu'à partir de "ordonnances ultérieures". Le film Philadelphia (1993) traite de l'homophobie, de la discrimination et de la peur publique des porteurs du VIH/sida. En 1996, Larry Flynt retrace les premières années du magazine Hustler et des sujets d'obscénité et de liberté d'expression. La Vérité sur Jack (2010) est un film biographique fictif sur le Dr Jack Kevorkian et les poursuites qu'il a engagées à la suite de la prestation de services d'euthanasie aux patients terminés. L’injustice raciale reste un sujet commun de Du silence et des ombres en 1962 au film Marshall de 2017.

## Histoire
Le drame juridique dans le film américain a une longue histoire qui naît du film Falsely Accused! (1908). Les années 1950 et 1960 ont été marquées par un certain nombre de films dramatiques juridiques, notamment, Douze Hommes en colère (1957), Témoin à charge (1957), Je veux vivre ! (1958), Autopsie d'un meurtre (1959), Ce monde à part (1959), Le Génie du mal (1959), Procès de singe (1960), Jugement à Nuremberg (1961) et Du silence et des ombres (1962). On pourrait dire que Douze Hommes en colère et Du silence et des ombres se positionnent comme les pierres angulaires des premiers drames juridiques, accumulant une grande reconnaissance, une reconnaissance et des prix. Malgré la faible performance du bureau de la boîte, Douze Hommes en colère a été nommé dans trois catégories différentes lors de la 30e cérémonie des Oscars et apparaît dans la moitié des listes de films de la série AFI 100 Years... series qui célèbrent les meilleurs films dans le cinéma américain. De même, Du silence et des ombres a reçu encore plus d'acclamation, en cumulant trois prix académiques de huit nominations totales aux 35e cérémonie des Oscars, figure sur sept des dix listes de l'AFI célébrant les plus grands films, notamment comme le meilleur drame judiciaire, et a été sélectionné pour être conservé dans le National Film Registry des États-Unis par la Unis Bibliothèque du Congrès comme étant « culturellement, historiquement ou esthétiquement important ». D'autres pays ont également réalisé des drames juridiques au début des années 1900, comme le film muet français La Passion de Jeanne d'Arc (1928).
D'autres films dramatiques juridiques ne se sont pas concentrés sur la pratique de la loi, comme La Chasse aux diplômes, un film qui présente la difficulté et l'anxiété d'entrer dans l'école de droit.

## Télévision
Parmi les premiers programmes de télévision américains considérés comme des drames juridiques, figurent Perry Mason, Les Accusés, JUDD for the Defence, Owen Marshall, Counselor at Law (en), The Bold Ones: The Lawyers, Petrocelli et Matlock. Des exemples plus récents de drames juridiques sérieux sont Murder One, The Practice : Donnell et Associés, New York, police judiciaire, La Loi de Los Angeles, The Good Wife et Pearson.
Des exemples de comédies dramatiques juridiques sont Ally McBeal et Boston Justice, toutes les deux créées et produites par David Edward Kelley, Suits : Avocats sur mesure étant le drame juridique le plus populaire au cours des années 2010. Better Call Saul a également atteint une certaine popularité après sa première saison en 2015.
Les drames juridiques sont de plus en plus demandés par le public, de plus en plus populaires auprès de nombreux téléspectateurs et commencent à présenter des personnages féminins plus forts.

## Représentation inexacte de la pratique juridique
La plupart des avocats en exercice sont convaincus que les drames juridiques ont pour conséquence que le grand public a des idées fausses sur le processus juridique. Beaucoup de ces idées fausses résultent du désir de créer une histoire intéressante. Par exemple, parce que les conflits entre les parties font une histoire intéressante, les drames juridiques mettent l'accent sur le procès et ignorent le fait que la grande majorité des affaires civiles et pénales aux États-Unis sont réglées à l'amiable. Les procès dans les drames juridiques sont souvent montrés comme étant plus emphatiques en ignorant les règles réelles des procès qui empêchent les préjugés des jurés envers les accusés.
Outre la pratique réelle du droit, les drames juridiques peuvent également déformer le caractère des avocats en général. Certains avocats fictifs peuvent être dépeints comme des chasseurs d'ambulance, violant les règles de déontologie en recherchant des plaignants potentiels pour préjudice corporel. Les avocats peuvent également être dépeints comme des personnes amorales, ne cherchant qu'à gagner ou à obtenir des gains financiers, plutôt que de faire ce qui est « moralement » juste. Ces représentations négatives reflètent une perception culturelle des avocats qui remonte à des temps immémoriaux. Un autre trait de caractère déformé des avocats dépeint par les drames juridiques est leur appétit sexuel. Des personnages tels que Bobby Donnell et Ally McBeal décrivent des avocats qui ne peuvent apparemment pas s'empêcher d'avoir des relations sexuelles avec des clients, des collègues, des avocats adverses ou des juges. Bien que les avocats semblent être une des principales occupations préférées des partenaires de rencontres potentiels selon Bumble et Tinder, les règles types de déontologie professionnelle excluent les avocats de bon nombre des relations décrites à la télévision.
S'exprimant lors de la projection de Douze Hommes en colère au cours du festival du film de la faculté de droit de l'Université Fordham en 2010, la juge de la Cour suprême des États-Unis, Sonia Sotomayor, a déclaré que le fait d'avoir vu Douze Hommes en colère lorsqu'elle était à l'université a influencé sa décision de faire carrière dans le droit. Elle a été particulièrement inspirée par le monologue du juré immigré 11 sur sa révérence pour le système judiciaire américain. Elle a également expliqué à l'auditoire d'étudiants en droit que, en tant que juge d'une cour inférieure, elle demandait parfois aux jurés de ne pas suivre l'exemple du film, car la plupart des conclusions des jurés sont basées sur des spéculations et non sur des faits. Sotomayor a noté que des événements du film tels que l'introduction d'un couteau similaire dans la procédure; effectuer des recherches externes sur l'affaire en premier lieu ; et finalement, le jury dans son ensemble faisant des hypothèses larges et étendues bien au-delà de la portée du doute raisonnable ne serait pas autorisé dans une situation de jury réelle, et aurait en fait entraîné une annulation du procès (en supposant, bien sûr, que le droit applicable permettait de révéler le contenu des délibérations du jury).